# Pasiphila punicea
Pasiphila punicea är en fjärilsart som först beskrevs av Alfred Philpott 1923.  Pasiphila punicea ingår i släktet Pasiphila och familjen mätare. Inga underarter finns listade i Catalogue of Life.